# Bel Air (Maryland)
Pour les articles homonymes, voir Bel Air.
La ville de Bel Air est le siège du comté de Harford, dans le Maryland, aux États-Unis. Selon le recensement de 2000, sa population est de 10 080 habitants. Le terme « Bel Air » se réfère généralement à la ville proprement dite. Si l'on ajoute la population de Bel Air North à celle de Bel Air South, on arrive à une population d'environ 75 000 habitants.

## Histoire
Bel Air a construit son identité depuis sa fondation en 1780. Un propriétaire terrien, Aquilla Scott, avait prévu l'implantation d'une ville sur une portion de terre connue sous le nom de « Scott's Old Fields ». Quatre ans plus tard, la ville s'était agrandie, car des politiciens locaux, des marchands et des aubergistes avaient acheté des lots à Scott. Les commissaires du comté décidèrent de changer le nom de Scott's Old Fields et de lui donner une appellation plus attractive : « Bell Aire ». Vers 1798, un jugement provoqua la suppression de la dernière lettre de chacun des mots, ce qui donna naissance au nom « Bel Air ».
En 1782, seulement deux ans après sa fondation, Bel Air devint le siège du comté de Harford, et Daniel Scott – le fils d'Aquilla Scott – entama la construction d'un palais de justice sur Main Street, qui est toujours la rue principale de la ville. À la fin du XVIIIe siècle, les limites de Bel Air n'englobait que les deux côtés de Main Street, mais après la guerre civile, la ville connut une explosion des constructions qui demeure vivace aujourd'hui.
Plusieurs incendies ravagèrent la ville au début du XXe siècle, notamment en 1900 et en 1942. En 1972, un incendie ravagea la rue principale, causant des dégâts évalués à deux millions de dollars.

## Personnalités natives de Bel Air
- John Wilkes Booth, acteur de théâtre américain, assassin du président Abraham Lincoln.
- Edwin Booth, frère de John Wilkes Booth, fils de Junius Brutus Booth. Considéré comme l'un des plus grands acteurs shakespeariens du XIXe siècle.
- Augustus Bradford (en), 32e gouverneur du Maryland (1862-1866).
- Kimmie Meissner, patineuse artistique, championne du monde 2006.